# List Jakuba
List św. Jakuba [Jk lub Jak] – jeden z listów apostolskich Nowego Testamentu, pochodzi od apostoła Jakuba. Tradycyjnie autora utożsamia się z apostołem Jakubem Młodszym (zwierzchnikiem Kościoła jerozolimskiego). 

## Styl i język

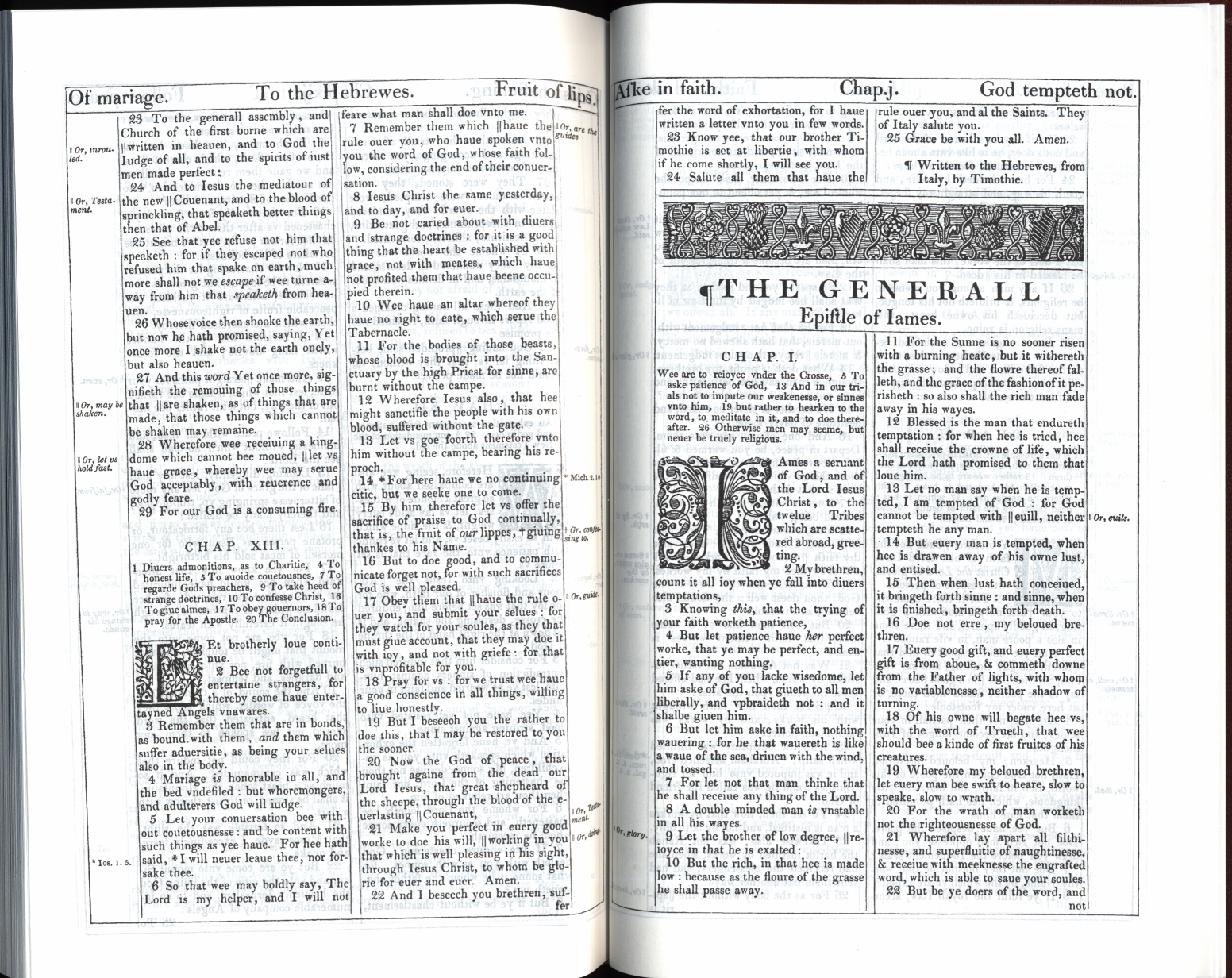
Fragment listu św. Jakuba (po prawej)

Napisany przed r. 62 n. e., ponad osiem lat przed zburzeniem Jerozolimy przez Rzymian. List jest napisany językiem bardzo poprawnym, niekiedy nawet wytwornym (podobnie jak Ewangelia Łukasza, czy List do Hebrajczyków), charakterystycznym dla retoryki. List wyróżnia się dynamizmem językowym, skrótowością i dosadnością. Zawiera wiele elementów diatryby, sporą liczbę neologizmów, hapax legomenów, aliteracji, idiomów greckich. W oryginale został spisany po grecku, jednak zawiera myśli i styl języka hebrajskiego (opuszczanie rodzajnika, stosowanie genetiwu zamiast przymiotnika, duża liczba zaimków osobowych, paralelizm członów), a nawet znajdujemy w tekście Listu transliterację hebrajskiego terminu (Sabaōth - Zastępy, we fragmencie Jk 5,4). Pisarz listu wykazuje wyjątkowy kunszt w doborze słownictwa greki koine. Źródłem tekstu biblijnego jest dla niego Septuaginta.
Zawiera 62 słowa niewystępujące nigdzie indziej w Nowym Testamencie.

## Kanoniczność

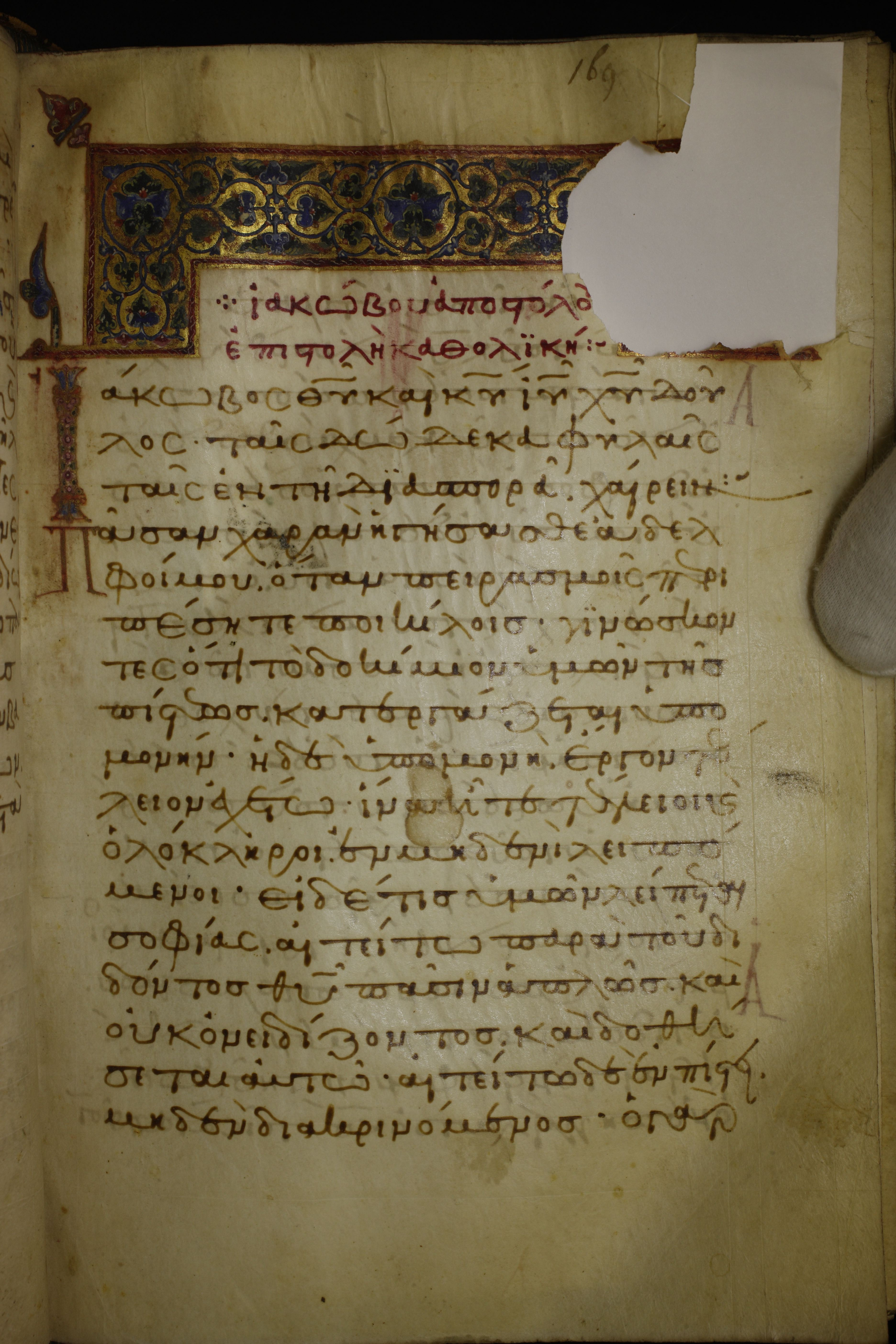
Początek Listu Jakuba w Minuskule 319 (Gregory-Aland)

Listu nie zawiera fragment Muratoriego. Najstarsze cytaty z Listu Jakuba znajdują się w Liście Klemensa Rzymskiego, w Pasterzu Hermasa, a także Didache. Cytowany jest przez Ireneusza. Prawdopodobnie nawiązuje doń Pseudo-Klementyński traktat Epistola ad Virgines z III wieku. Cytowany był przez Efrema Syryjczyka i Orygenesa, który uznawał autorstwo Jakuba. Atanazy Wielki włączył go do 27 ksiąg Nowego Testamentu w swoim 39 Liście Paschalnym (367 rok). Euzebiusz z Cezarei uznawał kanoniczność Listu. Wielu Ojców Kościoła Wschodniego pisało komentarze do Listu Jakuba (Dionizy Aleksandryjski, Didym Ślepy, Jan Chryzostom, Hezychiusz). Kanoniczność została potwierdzona przez szereg synodów IV wieku. W katolickim kanonie List wliczany jest do wtórokanonicznych ksiąg Nowego Testamentu.
List Jakuba spotkał się z krytyką ze strony ojca reformacji, Marcina Lutra, który uważał, że nie zawiera on nauki chrześcijańskiej i wyrażał się o nim lekceważąco (List słomiany, List Jakubika). Luter w swojej krytyce nawiązywał do starożytnych Ojców Kościoła, którzy klasyfikowali List do „antilegomena”, głównym jednak powodem był problem pogodzenia Listu z nauką o usprawiedliwieniu przez wiarę. Luter nie był odosobniony w swoich poglądach. Umieścił List w swoim wydaniu Biblii, ale nie przyjmował go jako pisma apostolskiego.